# Goiás (ville)
Pour l'État, voir Goiás.
Goiás est une ville brésilienne de l'État de Goiás. Sa population était estimée en 2010 à 24 727 habitants (IBGE).
La ville a été reconnue en 2001 par l'UNESCO comme élément du Patrimoine Historique et Culturel de l'Humanité, en raison de son architecture baroque particulière, de ses traditions culturelles séculaires et de la nature exubérante de la région.
Ce fut la capitale de l'État de même nom jusqu'en 1937, date à laquelle cette fonction fut transférée à la ville nouvelle de Goiânia.

## Histoire
Goiás ou aussi Goiás Velho « Vieux Goiás » fut fondée par le bandeirante Bartolomeu Bueno da Silva sous le nom de Villa Boa de Goyaz.

### Origine
Avant l'arrivée des Européens sur le continent américain, la partie centrale du Brésil était occupée par des peuples indigènes de la branche linguistique Macro-Jê , tels que les Acroás, Xacriabás, Xavantes, Kayapós , Javaés , etc.
Une fois le Minas Gerais découvert d'une part et les mines de Cuiabá d'autre part, au XVIIe siècle , une idée de la Renaissance (que les veines de métaux précieux étaient parallèles à l'équateur) allait alimenter l'hypothèse qu'entre ces deux points, il y aurait aussi du même or. Ainsi, les raids des Bandeirante s'intensifièrent, principalement depuis São Paulo, sur le territoire de Goiás, qui culmineront à la fois avec la découverte et avec l'appropriation des mines d'or des Indiens Goyase, qui s'y éteindront plus vite que le métal lui-même. Là, où vivait la nation Goiá , Bartolomeu Bueno da Silva fonda, en 1727, Arraial de Sant'Anna. Le quartier a été créé en 1729, sous le nom de Santana de Goiás.

### Goias en 1903
Un peu plus d'une décennie plus tard, en 1736, le lieu sera élevé au rang de village administratif, avec le nom de Vila Boa de Goyaz (orthographe archaïque). A cette époque, il appartenait encore à la Capitainerie de São Paulo. 
En 1748, la capitainerie de Goiás est créée, mais le premier gouverneur, Dom Marcos de Noronha, comte d'Arcos, n'y arrivera que cinq ans plus tard. Avec elle, un « Etat minimum » s'installe et, bientôt, le village devient la capitale de la région. Noronha ordonna alors la construction, entre autres bâtiments, de la Maison de la Fonderie, en 1750, et du Palais qui porterait son nom (Conde dos Arcos), en 1751. Des décennies plus tard, un autre gouverneur - Luís da Cunha Meneses, qui exerça ses fonctions de 1778 à 1783, posa des jalons importants, plantant des arbres dans le village, alignant les rues et établissant le premier plan d'urbanisme, qui décrivait la structure maintenue jusqu'à aujourd'hui.
Avec l'épuisement de l'or, à la fin du XVIIIe siècle, Vila Boa a vu sa population réduite et a dû réorienter ses activités économiques vers l'agriculture et l'élevage, mais même ainsi, culturellement et socialement, elle a toujours été en phase avec les modes de Rio de Janeiro, alors capitale de l'Empire. Dès lors jusqu'au début du XXe siècle , les principales manifestations seraient d'art et de culture, avec des sarais, des ménestrels, des arts plastiques, de la littérature, de l'art culinaire et de la céramique - en plus d'un rituel unique au Brésil, le Procissão do Fogaréu, tenu en semaine sainte.
Cependant, le grand changement (qui faisait déjà l'objet de rumeurs depuis longtemps) a été le transfert de la capitale de l'État à Goiânia, dans les années 1930 à 1940, coordonné par l'intervenant de l'État de l'époque, Pedro Ludovico Teixeira . D'une certaine manière, c'est cette décision qui a préservé l'architecture coloniale unique et exclusive de la ville de Goiás.

## Fêtes
À Goiás, l'une des fêtes les plus populaires est la Procession du Fogaréu, qui a lieu le mercredi précédant le dimanche de Pâques. C'est l'un des événements les plus traditionnels de la Semaine Sainte au Brésil et ce n'est qu'à Angra dos Reis qu'une procession similaire est célébrée. Au cours de la cérémonie, les farricocos (les personnes vêtues de robes et de capuchons médiévaux qui accompagnent les processions de pénitence) simulent l'arrestation de Jésus par les soldats romains en courant dans les rues de la ville à minuit avec des torches au son des tambours. Il y a une grande ressemblance avec certaines traditions qui se déroulent en Espagne à la même période de l'année notamment à Tolède et Séville. L'obscurité, les torches et la vitesse des hommes au visage couvert créent une atmosphère médiévale. On croyait que le diable était en liberté dans les rues de la ville cette nuit-là, effrayant tout le monde, surtout les enfants. À l'origine, seuls les hommes pouvaient participer, mais aujourd'hui, cela a changé. Des superstitions comme la présence d'un loup-garou et d'un mulet sans tête se manifestent également dans cette fête populaire. Les touristes viennent de loin pour assister au spectacle. En 2006, selon le Diario da Manhã un journal de Goiânia , 10 000 touristes sont venus assister à la procession.
Un autre festival notable qui se déroule chaque année dans la ville est le FICA (Festival Internacional de Cinema e Video Ambiental, ou Festival international du film et de la vidéo sur l'environnement). Le FICA a pour but de promouvoir, diffuser et récompenser des courts, moyens et longs métrages, dans les genres animation, fiction ou documentaire, qui abordent des thématiques environnementales, ainsi que de promouvoir des actions de production et d'éducation au cinéma et domaines environnementaux. Chaque année, le festival attire des touristes du monde entier.

## Maires
| Période | Période | Identité      | Étiquette | Qualité |
| ------- | ------- | ------------- | --------- | ------- |
| 2009    | 2012    | Márcio Caiado | PP        |         |

## Religion
Le diocèse de Goiás a été créé en 1745. Son évêque actuel est Monseigneur Eugène Rixen (depuis 1998).

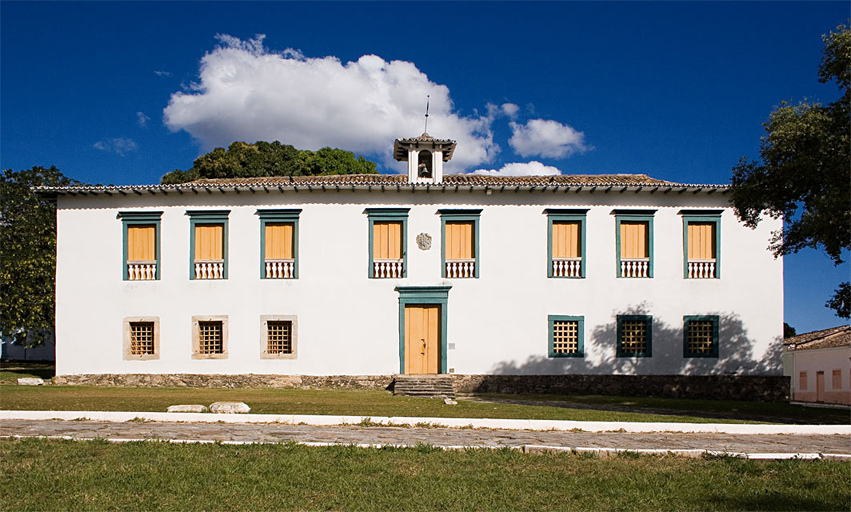
Antiga Casa da Câmara e Cadeia, atual MuBan
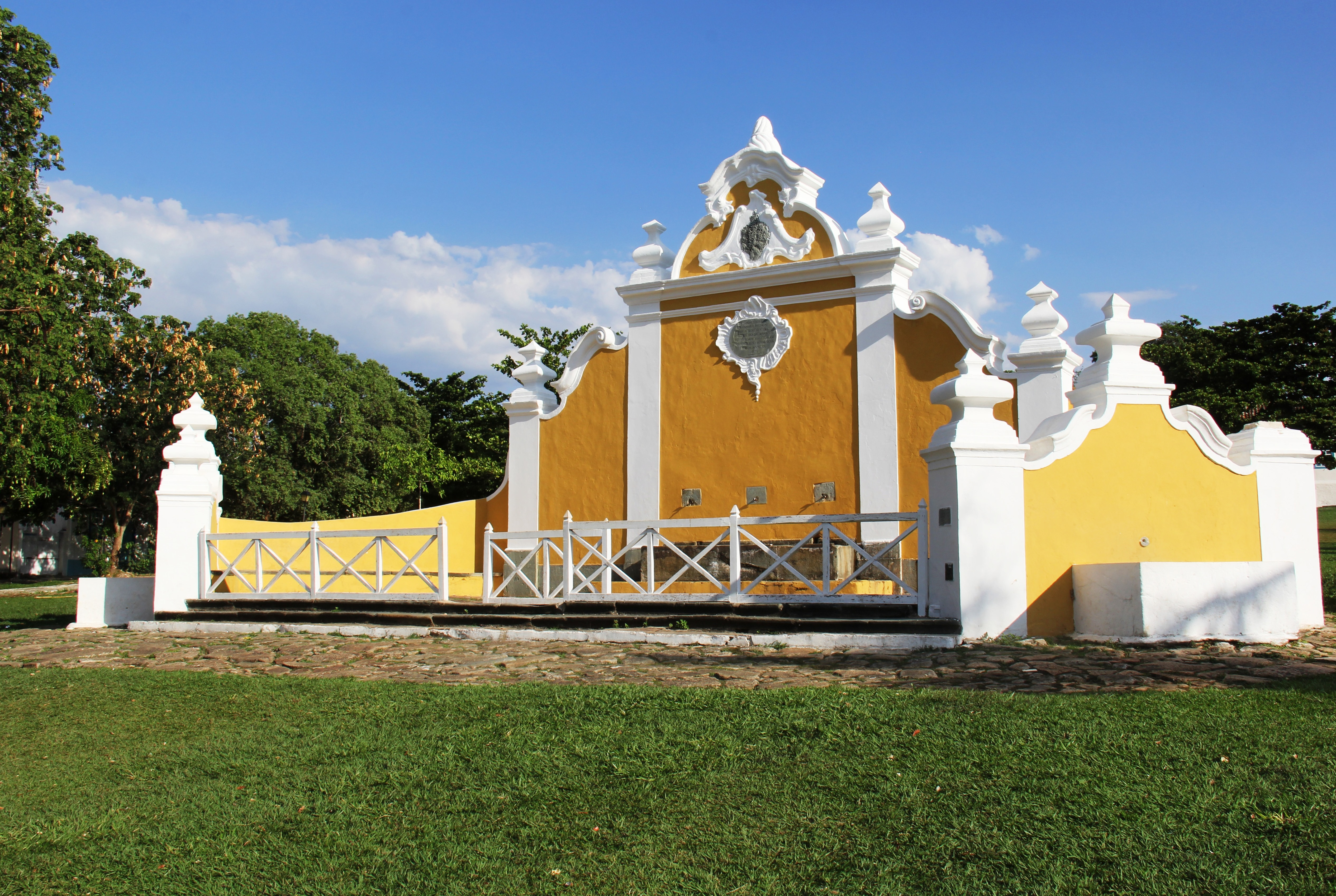
Chafariz de Cauda
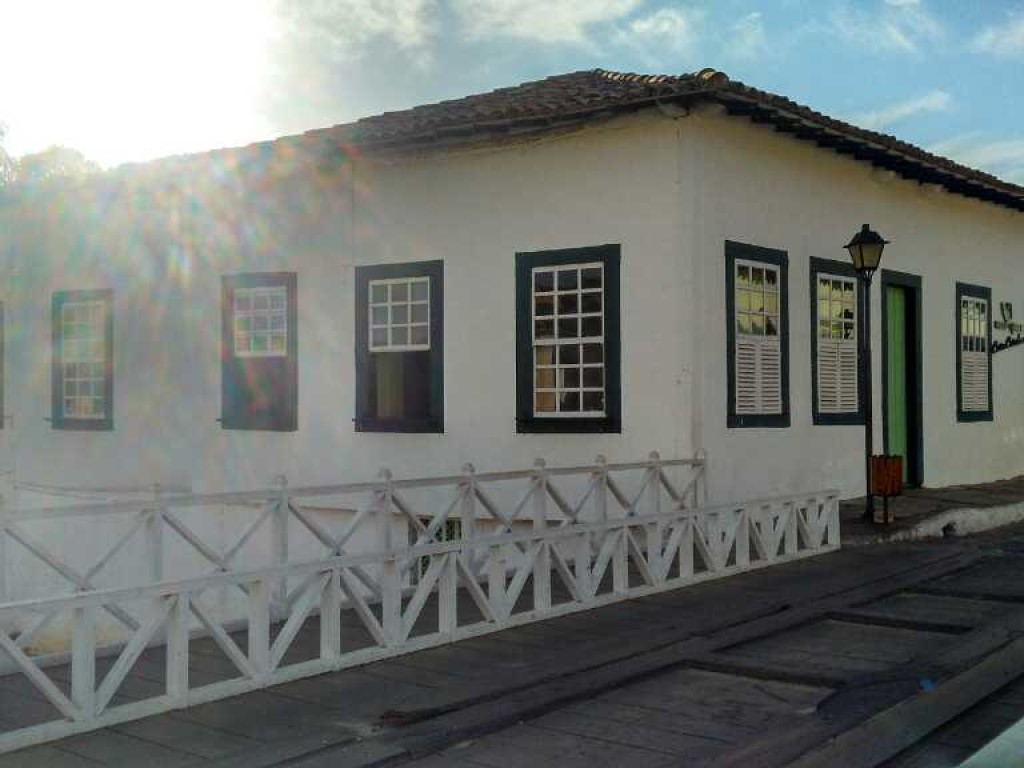
Casa de Cora Coralina
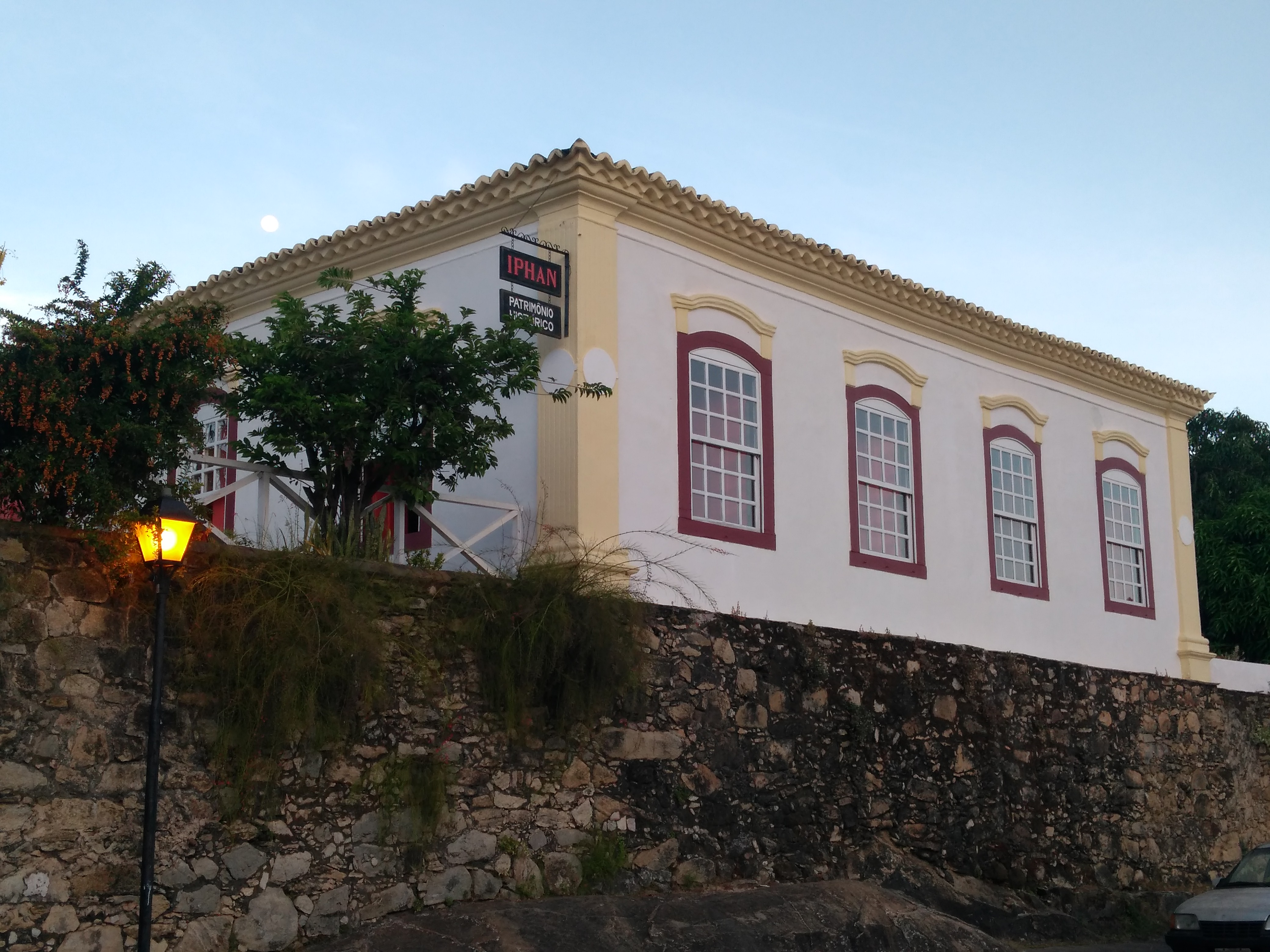
Casa do Bispo
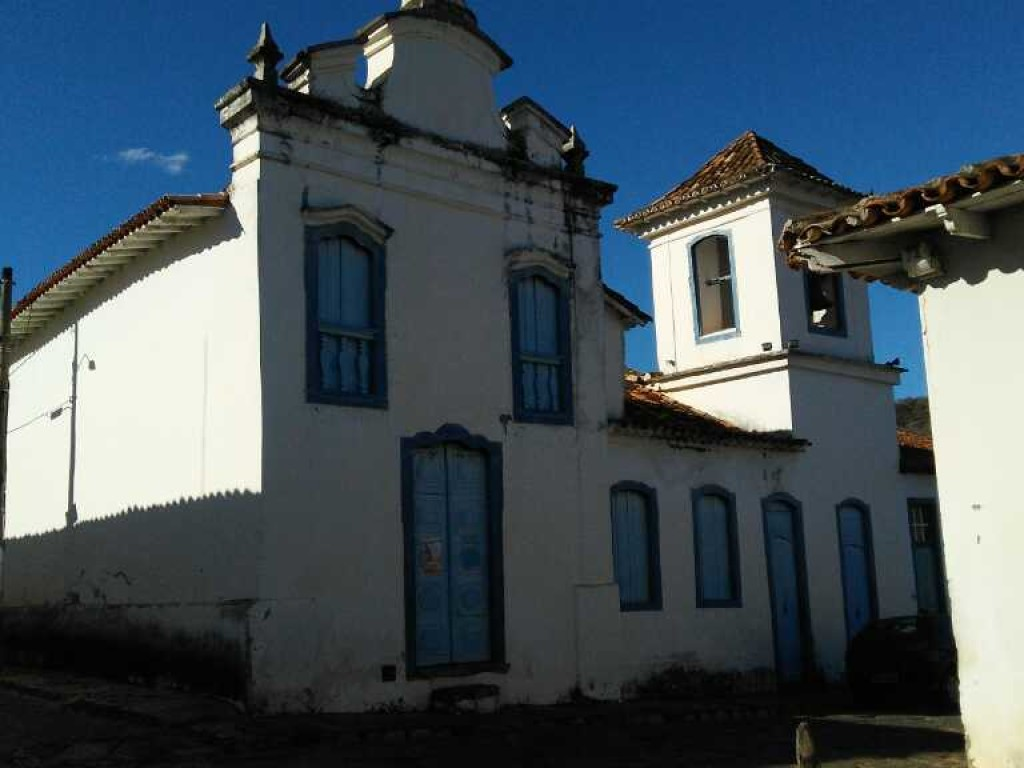
Igreja de Nossa Senhora d'Abadia
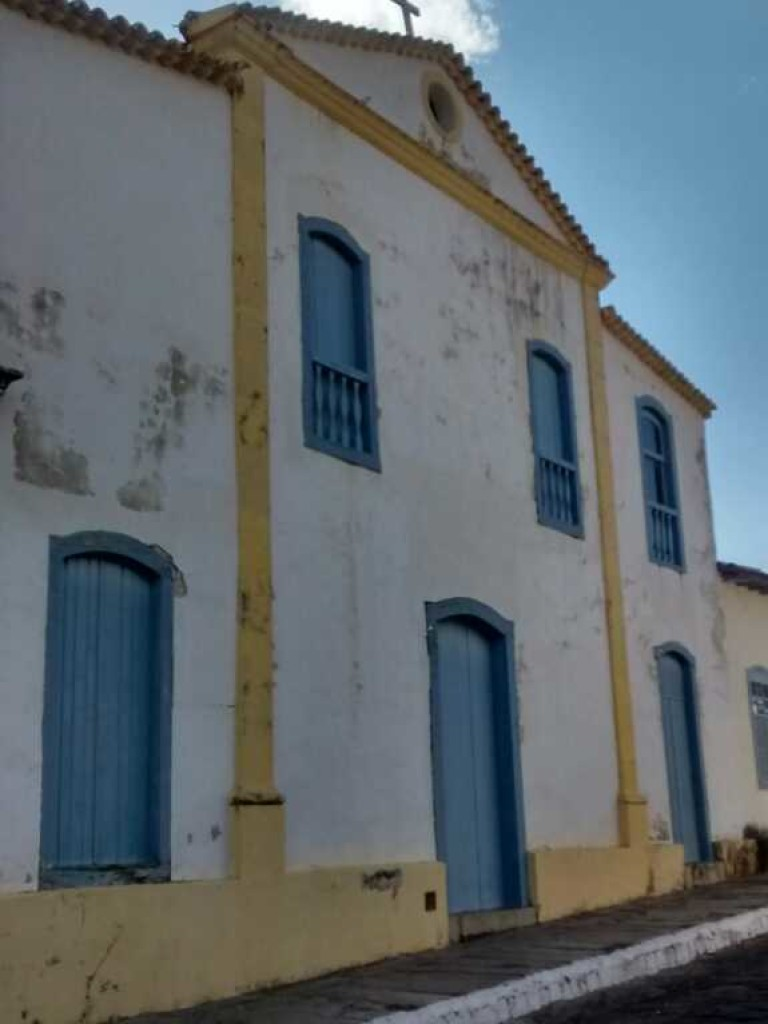
Igreja de Nossa Senhora do Carmo
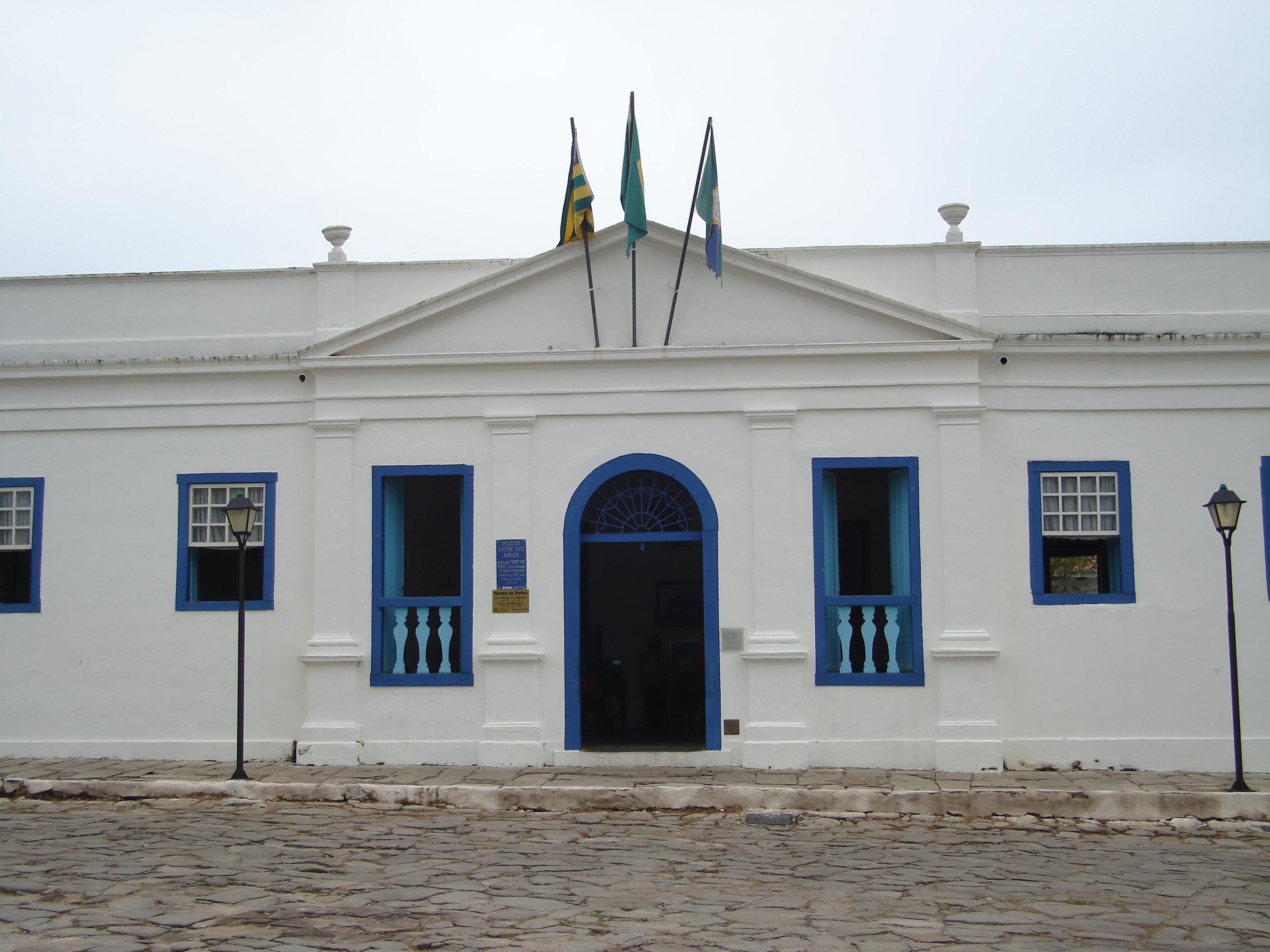
Palácio do Conde dos Arcos
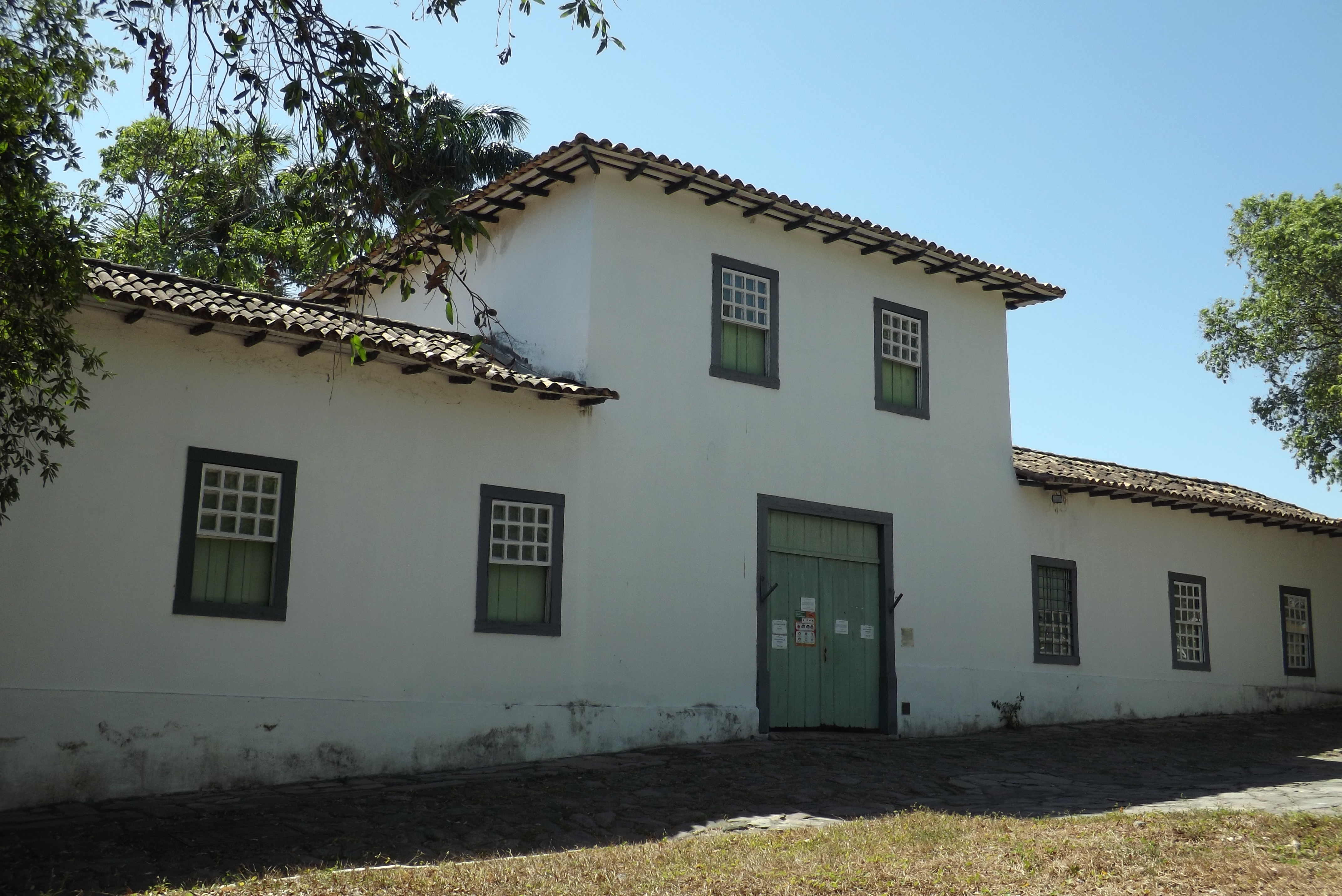
Quartel do XX